# أورونجينا
أورونجينا هو مشروب الحمضيات الغازية المصنوعة من البرتقال، الليمون، اليوسفي، و الليمون هندي وتحتوي على لب البرتقال. مفهوم أورانجينا نشأ في المعرض التجاري في فرنسا وتم تسويقه لأول مرة في الجزائر أكتشفت وصفتها سنة 1930 في مدينة بوفاريك بالبليدة جنوب الجزائر العاصمة من قبل ليون بيتون المولود بنفس المدينة . هو من المشروبات شعبية في أوروبا و الجزائر والمغرب ، وبشكل أقل في أمريكا الشمالية.

## التاريخ
قدمت في المعرض التجاري بمرسيليا عام 1935 من قبل مخترع إسباني، الصيدلي والدكتور تريغو، بدأة قصته مع أورونجينا خلال رحلة قادته إلى بساتين البرتقال في سهول متيجة ،وأوحى برتقال المنطقة له بصناعة مشروب في عام 1933 اشتهر فيما بعد بـأسم أورونجينا. تم إنشاء الشراب من مزيج من عصير الليمون، السكر، والمياه الغازية. وكان يسمى في ذلك الوقت "TriNaranjus" (الآن، ترينا) للسوق الإسباني.
ليون بيتون اشترى مفهوم الوصفة في عام 1935. ومع اندلاع الصراعات الكبرى، وأبرزها الحرب العالمية الثانية، فشلت محاولات ليون بيتون لتسويق شرابه في أوروبا.
جاء ابنه، جان كلود بيتون، ورث الشركة من والده في عام 1947.و حافظة جان كلود بيتون على الوصفة الأصلية، وقام بتسويق منتوجه مستهدفاً المستهلكين الأوروبيين وشمال أفريقيا.أورانجينا سرعان ما أصبحت من المشروبات الأكثر شيوعا في جميع أنحاء الفرنسا وشمال أفريقيا. وفي عام 1951،أدخل جان كلود بيتون توقيع مبدع لزجاجة 8 اوقية (الاونصة) أورانجينا، الذي أصبح رمزا للعلامة التجارية. وشكل الزجاجة مثل البرتقال، مع نسيج الزجاج مصممة لتقليد الفاكهة.
تم نقل الإنتاج إلى مدينة مرسيليا في فرنسا في عام 1962 في الفترة التي تسبق استقلال الجزائر.أطلق أورونجينا أول مرة في الولايات المتحدة في عام 1978 تحت اسم العلامة التجارية، اوريليا، الذي عاد في وقت لاحق إلى أورانجينا.الشركة التي أنشأها بيتون انضمة إلى مجموعة بيرنو ريكار في عام 1984.
في عام 2000، تحصلت كادبوري شويبس على العلامة التجارية أورونجينا جنبا إلى جنب مع غيرها من بيرنو ريكار، بعد محاولة لبيعها لشركة كوكا كولا وحظرها على المنافية. وفي عام 2006 كادبوري قررت التركيز على الشوكولاته وسعى لإيجاد مشترين لشركات المشروبات الخاصة به . وبما أنها من أكبر منتجي المشروبات على مستوى العالم (رقم ثلاثة على مستوى العالم)، لا من أكبر اثنين (كوكا كولا أو بيبسي كولا) يمكنه شرائها، لذلك تم تقسيم الشركة في نهاية المطاف حتى بيعها.

## تدويل العلامة التجارية
- 1985: إطلاق العلامة التجارية في بريطانيا العظمى.
- 1986: إطلاق العلامة التجارية في سنغافورة.
- 1987: إطلاق العلامة التجارية في ماليزيا.
- 1988: أورونجينا الخفيفة التي أطلقت في مارس، هو أول مشروب في فرنسا مع بديل السكر. انتقلت الشركة إلى لوكسمبورغ وبلجيكا وهونغ كونغ.
- 1989: أورونجينا يصل إلى اندونيسيا وأطلقت بالشراكة مع TF1، نجاح في جميع أنحاء العالم.
- 1990: مؤسسها جان كلود بيتون تقاعد وأصبح رئيسا فخريا.
- 1991: أطلقت العلامة التجارية إشارة جديدة، أورونجينا+، المخصب مع الفيتامينات والفركتوز.
- 1993: أورونجينا يصل إلى الأسواق التايلاندية والفيتنامية .
- 1995: أورونجينا في أحد عشر سوقا جديدة، بما في ذلك الدنمارك، السويد، النرويج، فنلندا وكرواتيا واليابان.
- 1997: إطلاق متحف افتراضي في إيكس ليه ميلز أورانجينا من قبل مدير العلاقات الخارجية، ريموند دي جيوفاني.
- 1998: فشل محاولة استيلاء من قبل شركة كوكا كولا.وتدخل الوزير الفرنسي للاقتصاد والمالية في ذلك الوقت، دومينيك ستراوسكان .
- 1999: تم اعتماد الشعار الجديد يوم 1 يوليو، مع مجموعة جديدة من المنتجات .
- 2003و2004: العديد من الموظفين والمديرين ترك العمل في الشركة أورانجينا، ابنة مؤسس فرانسواز بيتون وريمون دي جيوفاني. جاك فيستر المدير التنفيذي أيضا ترك منصبه.
- 2008 إطلاق منصة إعلانية جديدة .
- 2013: جان كلود بيتون، أورانجينا الأب والمؤسس، توفي الاثنين 2 ديسمبر، 2013 في سن 88 عاما

## أورونجينا في جميع أنحاء العالم
في عام 2009، أورونجينا تعمل في العديد من البلدان في جميع أنحاء العالم .
| - المكسيك - كندا - الولايات المتحدة - غواتيمالا - غوادلوب - الأنتيل الهولندية - غويانا الفرنسية - هندوراس - بولندا - بلغاريا - جمهورية أيرلندا | - المملكة المتحدة - البرتغال - فرنسا - بلجيكا - هولندا - سويسرا - النرويج - ماكاو - أوكرانيا - الإمارات العربية المتحدة - كرواتيا | - الدنمارك - السويد - فنلندا - ألمانيا - إيطاليا - جمهورية التشيك - سلوفينيا - ماليزيا - البوسنة والهرسك - رومانيا - إيران | - تركيا - المغرب - الجزائر - ماليزيا - السنغال - ساحل العاج - كمبوديا - الغابون - موريشيوس - جيبوتي - السعودية | - كوريا الجنوبية - اليابان - تايوان - هونغ كونغ - تايلاند - فيتنام - ماليزيا - سنغافورة - نيوزيلندا - تونس - صربيا |

## وصلات خارجية
- International website (English/French)
- A history of Orangina (French)